# Doosan
Doosan (koreanisch 두산) ist ein südkoreanischer Mischkonzern (Jaebeol).

## Geschichte
1896 wurde ein Kaufhaus mit dem Namen gegründet, danach entwickelte sich Doosan zunächst zu einem Handelsunternehmen. Im Laufe der Zeit expandierte und diversifizierte Doosan und verlegte seinen Schwerpunkt – insbesondere seit der Wende zum 21. Jahrhundert – vom Bereich Dienstleistungen und Konsumgüter hin zum Maschinen-, Anlagen- und Infrastrukturbau.
Heute (Stand Anfang 2017) gehört Doosan zu den 30 größten Unternehmen Koreas und zu den 2000 größten börsennotierten Unternehmen der Welt (Forbes Global 2000). Etwa die Hälfte der Mitarbeiter wird außerhalb Koreas beschäftigt und über 50 % der Umsätze außerhalb des Heimatmarktes erwirtschaftet.

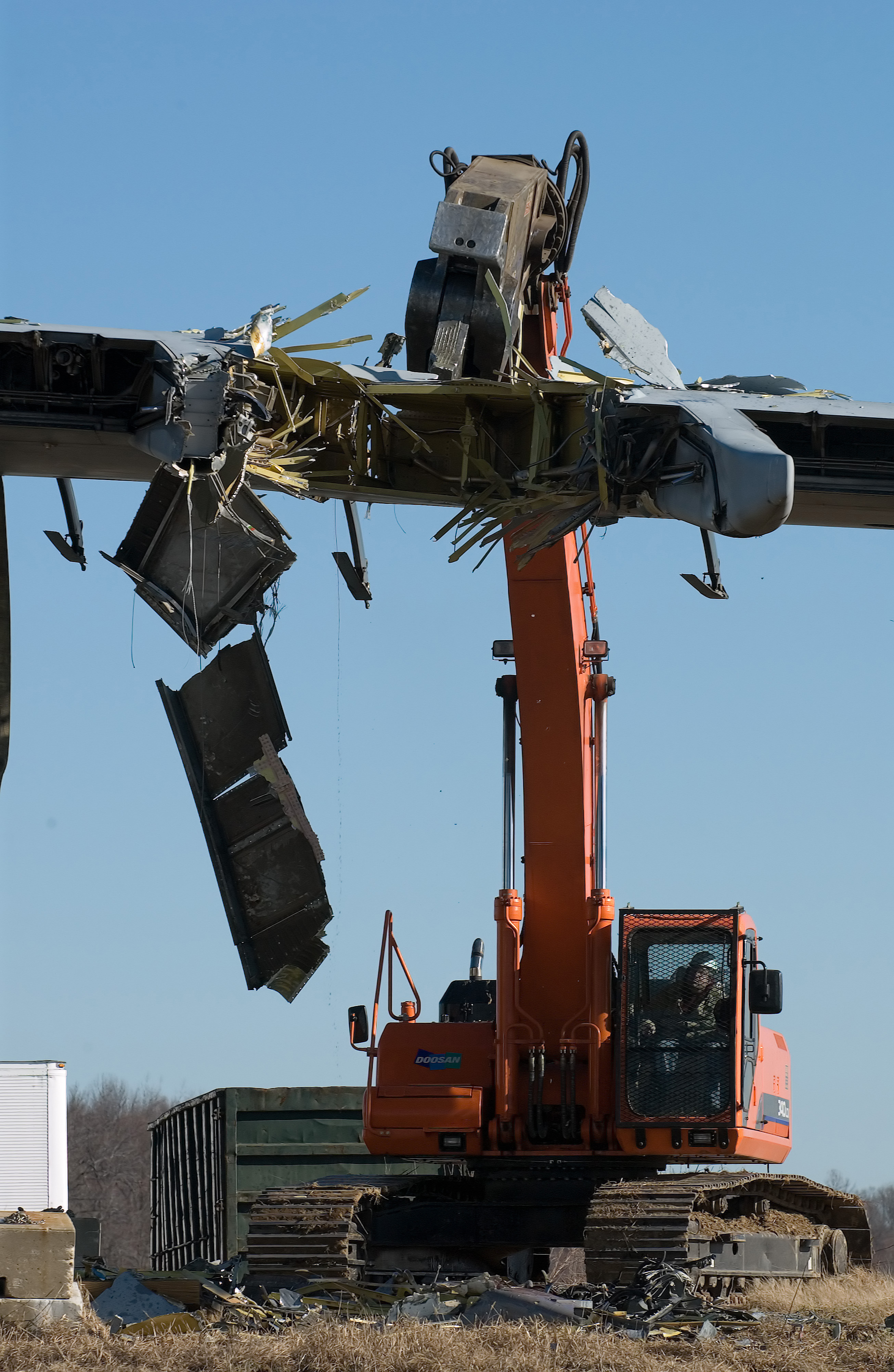
Baumaschine von Doosan

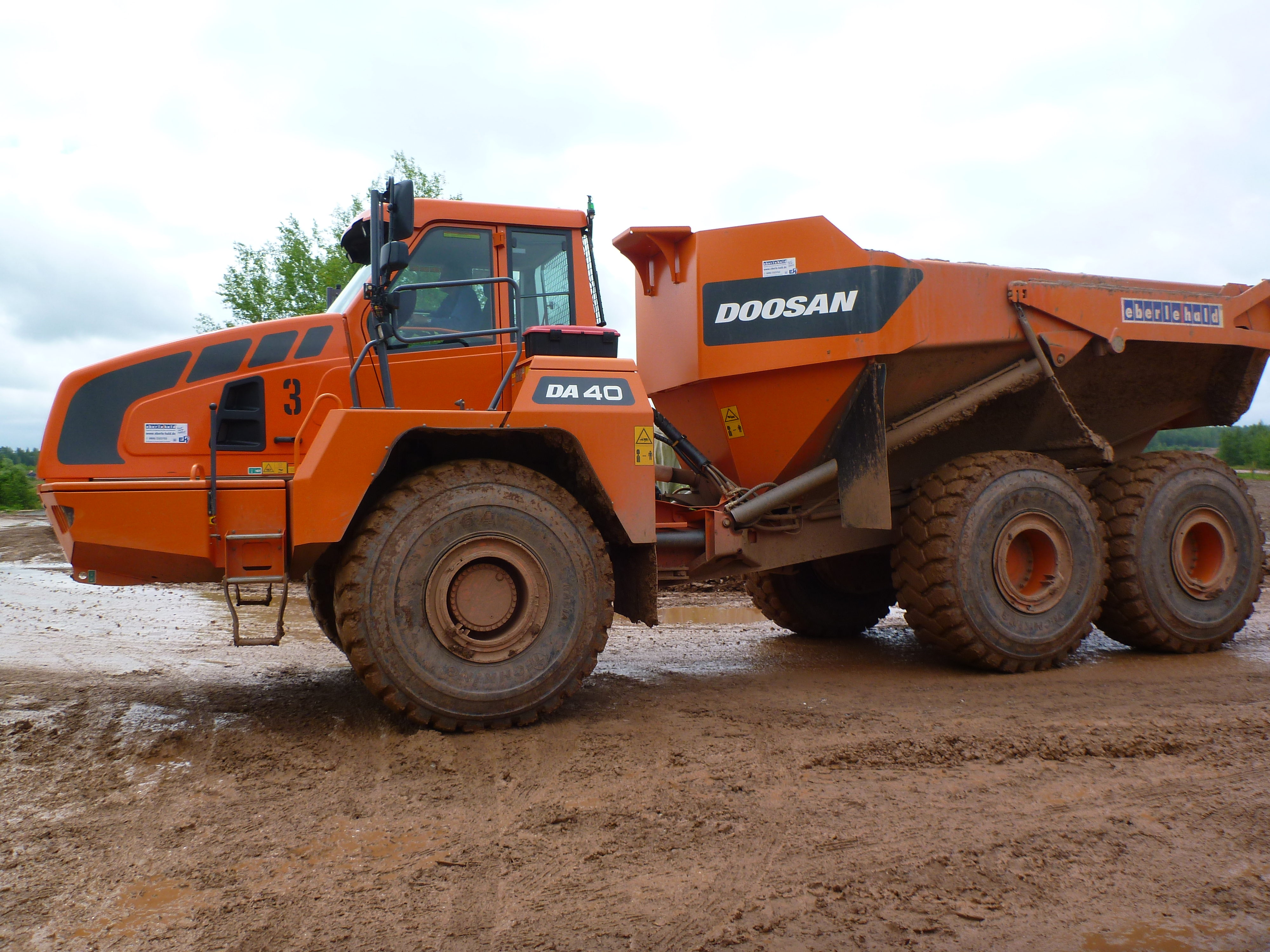
Muldenkipper DA40 der Firma Doosan

## Unternehmensstruktur
- Doosan Heavy Industries & Construction (ehemals Korea Heavy Industries and Construction, übernommen 2001) – Anlagenbau (Kraftwerke, Meerwasserentsalzungsanlagen)
  - Doosan Power Systems – Holding für Energie- und Kraftwerkstechnik in Europa und Amerika
    - Doosan Babcock Energy (ehemals Mitsui Babcock, übernommen 2006) – Hersteller von Dampfkesseln
      - Doosan Babcock Energy Germany (ehemals DH Dampfkessel- und Behälterbau Hohenthurm GmbH, Hohenthurm, übernommen 2005)

    - Doosan Škoda Power, Tschechische Republik (ehemals Energie-Sparte von Škoda, übernommen 2009)
    - Doosan Lentjes (ehemals AE&E Lentjes GmbH, übernommen 2011)

  - Doosan IMGB (ehemals Kvaerner IMGB, übernommen 2006) – größte Gießerei und  Schmiede in Rumänien
- Doosan Infracore (ehemals Daewoo Heavy Industries & Machinery) – Baumaschinen und -fahrzeuge, Werkzeugmaschinen, Wehrtechnik (2021 an Hyundai Heavy Industries verkauft.[4]) Im Januar 2023 wurde Doosan Infracore in Develon umbenannt.[5]
- Doosan Bobcat
  - Bobcat Company (übernommen 2007 von Ingersoll-Rand)
- Doosan Engineering & Construction (ehemals Koryeo Industrial Development, übernommen 2004 von Hyundai) – Bauunternehmen, Hoch- und Tiefbau aller Art
- Doosan Mecatec – Chemie- und Petrochemieanlagenbau
- Doosan Fuel Cell
- Doosan Solus
- Doosan Robotics
- Doosan Mobility Innovation
- Doosan Logistics Solutions
- Doosan Corporation
  - Electro-Materials
  - Industrial Vehicle
  - Mottrol
  - Retail
  - Fuel Cell Power
  - Digital Innovation – Telekommunikation und EDV
- Oricom – Werbeagentur
- Hancomm – Werbeagentur
- Doosan Magazine – Vertrieb diverser Zeitschriften in Südkorea, u. a. von GQ und Vogue
- Doosan Cuvex – Betreiber einer Ferienanlage mit Golfplatz
- Neoplux – Investmentgesellschaft und Unternehmensberatung

## Doosan in Deutschland
Doosan ist in Deutschland mit einer Niederlassung der Doosan Industrial Vehicle Europe (Germany) N.V., der Doosan Logistics Europe GmbH, der Doosan Infracore Germany GmbH, der Doosan Babcock Energy Germany GmbH, der Doosan Lentjes GmbH (vormals AE & E Lentjes GmbH) sowie mit zwölf Niederlassungen der Doosan Bobcat Bensheim GmbH aktiv.
Doosan Logistics Europe GmbH produziert in Bersteland lagertechnische Geräte.

## BaseballmannschaftDoosan Bears

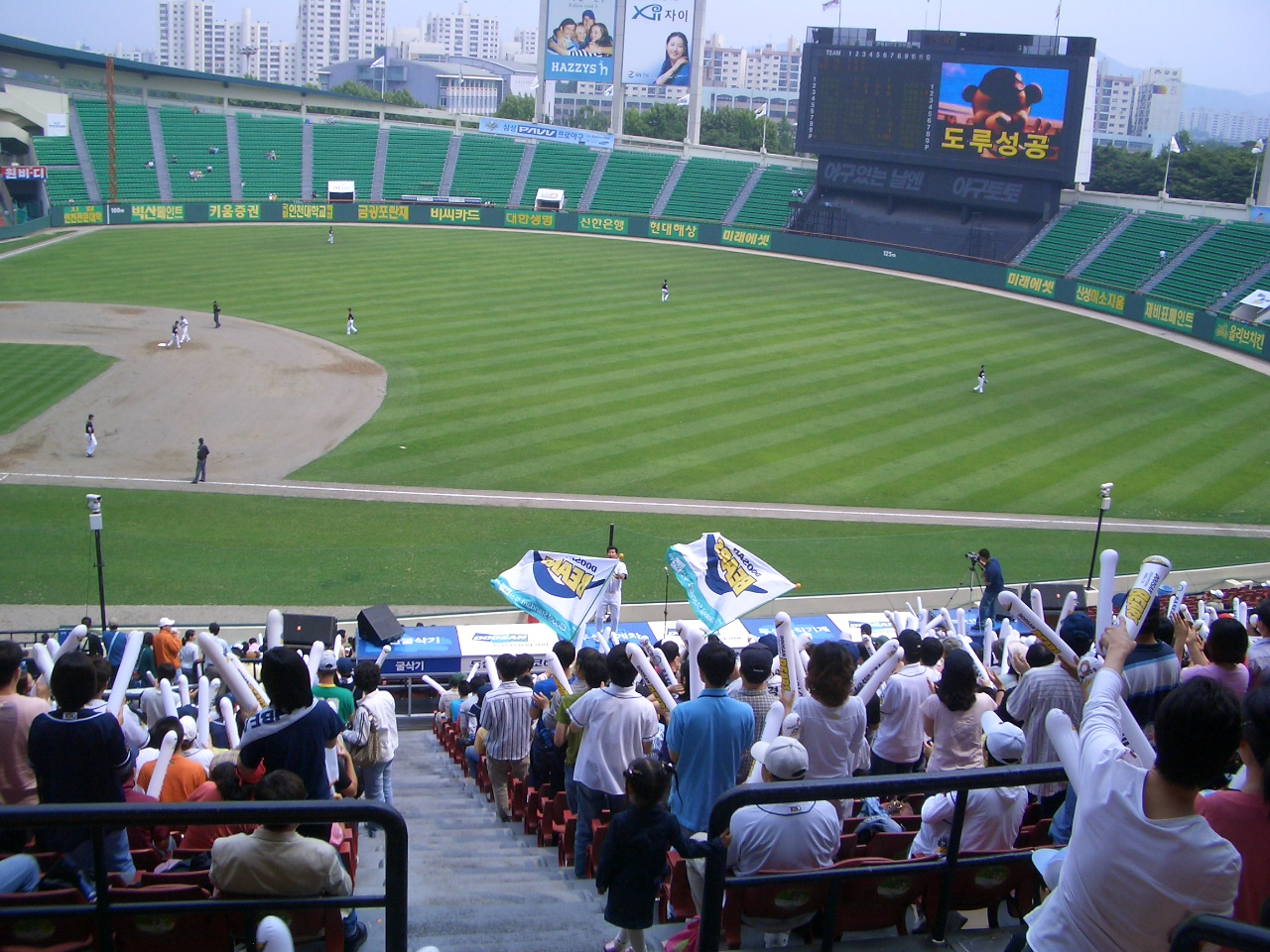
Die Doosan Bears auf dem Feld

Internationale Bekanntheit erlangte der Name Doosan auch im Bereich des Sports durch die Doosan Bears (koreanisch 두산 베어스), ein vom Unternehmen als Werksmannschaft gesponsertes Baseball-Profiteam. Die Bären wurden dreimal südkoreanischer Meister (1982, 1995, 2001).